# 구례 연곡사 북 승탑
구례 연곡사 북 승탑(求禮 鷰谷寺 北 僧塔)은 전라남도 구례군 토지면 연곡사에 있는 고려시대의 승탑이다. 1962년 12월 20일 대한민국의 국보 제54호로 지정되었다.
고려 전기에 건립된 것으로 추측된다. 전체가 화강석으로 되었으며, 그 구조와 형식은 구례 연곡사 동 승탑과 같으며 8각 탑신의 네 면에 사천왕을 새겼다.

## 개요
부처님의 사리를 모시는 곳이 탑이라면, 수행이 높았던 스님의 사리를 두는 곳이 승탑이다. 구성은 석탑과 비슷해서, 기단(基壇) 위에 사리를 모시는 탑신(塔身)을 두고 그 위에 머리장식을 얹게 된다.
이 승탑은 연곡사 내의 북쪽 산 중턱에 네모나게 둔 바닥돌 위로 세워져 있으며, 전체적으로 8각형을 기본으로 하고 있다. 연곡사는 고려 초까지 스님들이 선(禪)을 닦는 절로 이름이 높았는데, 이 때문인지 이 곳에는 북 승탑 외에도 구례 연곡사 동 승탑(국보 제53호), 구례 연곡사 소요대사탑(보물 제154호) 등이 더 모셔져 있다. 북 승탑은 그 중에서 가장 형태가 아름다운 동 승탑을 본떠 건립한 것으로 보이는데, 크기와 형태는 거의 같고, 단지 세부적인 꾸밈에서만 약간의 차이가 있다.
기단은 세 층으로 아래받침돌, 가운데받침돌, 윗받침돌을 올렸다. 아래받침돌은 2단으로, 아래에는 구름무늬를, 위에는 두 겹으로 된 16잎의 연꽃무늬를 각각 새겨두었다. 윗받침돌 역시 두 단으로 나누어 연꽃과 돌난간을 아래위로 꾸몄다. 특히 윗단에는 둥근 테를 두르고, 그 속에 불교의 낙원에 산다는 극락조인 가릉빈가(伽陵頻迦)를 돋을새김해 두었다. 탑신의 몸돌은 각 면에 향로와 불법을 수호하는 방위신인 4천왕상(四天王像) 등을 꾸며놓았다. 지붕돌에는 서까래와 기와의 골을 새겼는데, 동 승탑과 마찬가지로 기와 끝에 막새기와의 모양을 새겨두었다. 머리장식으로는 날개를 활짝 편 네 마리의 봉황과 연꽃무늬를 새긴 돌이 온전하게 남아있다.
승탑에 기록이 남아 있지 않아 어떤 스님을 기리기 위한 것인지 알 수 없어 ‘북 승탑’이라고만 부르고 있다. 동 승탑이 통일신라시대 후기에 만들어진 반면에 북 승탑은 그 후인 고려 전기에 건립된 것으로 보이며, 8각형 승탑을 대표할 만한 훌륭한 작품이다.

## 사진

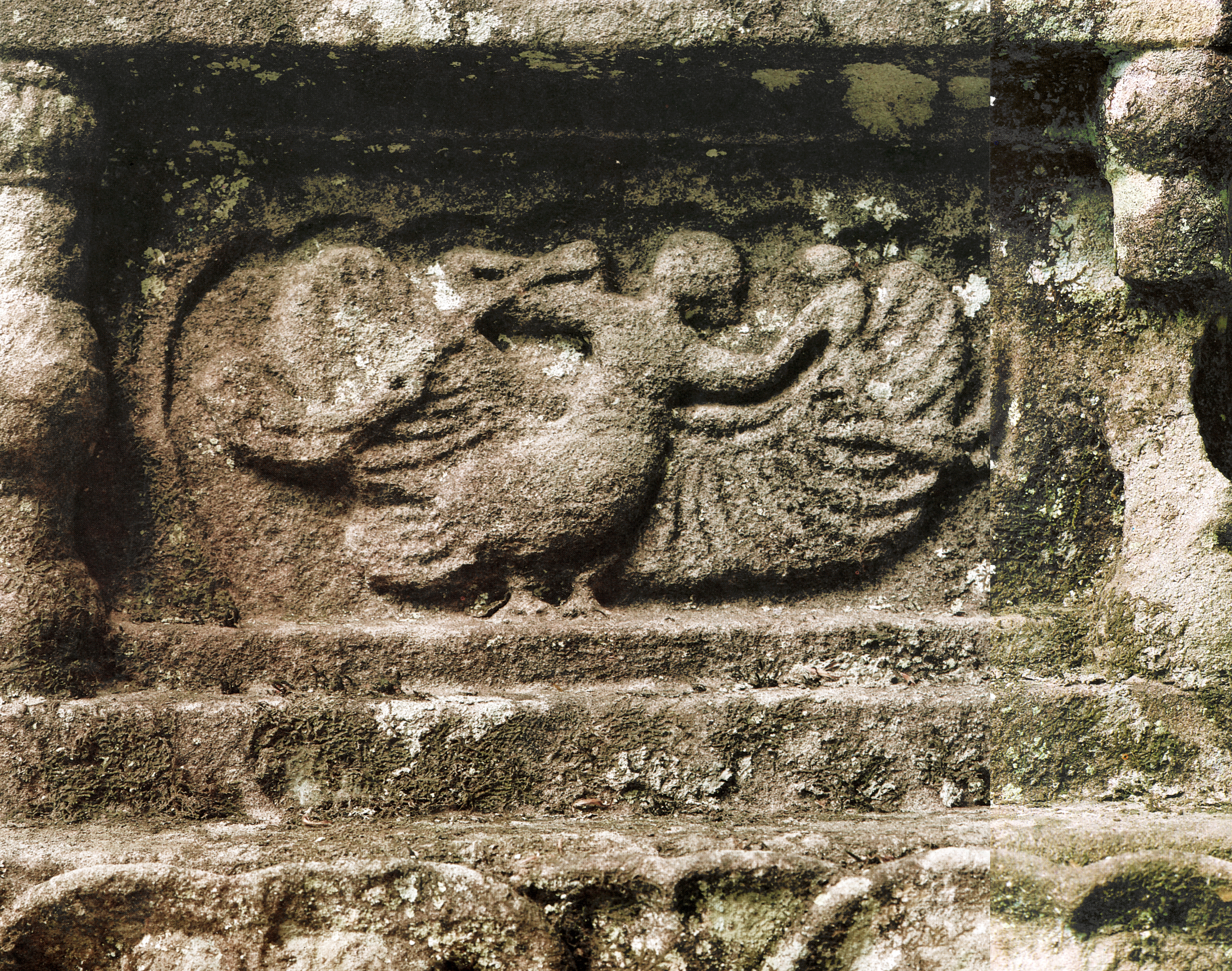
기단에 새겨진 ‘가릉빈가’상

## 같이 보기
- 연곡사

## 참고 문헌
- 구례 연곡사 북 승탑 - 국가유산청 국가유산포털